# Esqui cross-country nos Jogos Olímpicos de Inverno de 2010 - Velocidade por equipes feminino
A competição de velocidade por equipes feminino do esqui cross-country nos Jogos Olímpicos de Inverno de 2010 ocorreu no dia 22 de fevereiro no Parque Olímpico de Whistler.

## Medalhistas
| Ouro   | GER Evi Sachenbacher-Stehle e Claudia Nystad |
| Prata  | SWE Charlotte Kalla e Anna Haag              |
| Bronze | RUS Irina Khazova e Natalya Korostelyova     |

## Resultados

### Semifinais
Nas semifinais foram disputadas 2 corridas. As três primeiras duplas de cada corrida foram para a final. As quatro duplas mais rápidas entre as não-diretamente classificadas (chamados Lucky Losers) também se classificaram, totalizando 10 duplas.
| Pos. | Corrida | N° | País               | Atletas                                   | Tempo   | Notas |
| ---- | ------- | -- | ------------------ | ----------------------------------------- | ------- | ----- |
| 1    | 1       | 6  | FRA França         | Karine Laurent Philippot Laure Barthelemy | 18:42.2 | Q     |
| 2    | 1       | 1  | ITA Itália         | Magda Genuin Arianna Follis               | 18:43.0 | Q     |
| 3    | 1       | 3  | GER Alemanha       | Evi Sachenbacher-Stehle Claudia Nystad    | 18:43.5 | Q     |
| 4    | 1       | 8  | POL Polônia        | Kornelia Marek Sylwia Jaśkowiec           | 18:44.1 | q     |
| 5    | 1       | 4  | RUS Rússia         | Irina Khazova Natalya Korostelyova        | 18:48.0 | q     |
| 6    | 1       | 2  | FIN Finlândia      | Riitta-Liisa Roponen Riikka Sarasoja      | 18:53.8 | q     |
| 7    | 1       | 5  | JPN Japão          | Nobuko Fukuda Madoka Natsumi              | 19:51.7 |       |
| 8    | 1       | 9  | UKR Ucrânia        | Kateryna Grygorenko Maryna Antsybor       | 19:55.6 |       |
| 9    | 1       | 7  | SUI Suíça          | Bettina Gruber Silvana Bucher             | 20:04.6 |       |
| 1    | 2       | 12 | SWE Suécia         | Charlotte Kalla Anna Haag                 | 18:35.9 | Q     |
| 2    | 2       | 11 | NOR Noruega        | Astrid Jacobsen Celine Brun-Lie           | 18:47.2 | Q     |
| 3    | 2       | 16 | USA Estados Unidos | Caitlin Compton Kikkan Randall            | 18:48.9 | Q     |
| 4    | 2       | 14 | CAN Canadá         | Daria Gaiazova Sara Renner                | 18:54.9 | q     |
| 5    | 2       | 10 | SLO Eslovênia      | Katja Visnar Vesna Fabjan                 | 18:58.9 |       |
| 6    | 2       | 15 | KAZ Cazaquistão    | Oxana Jatskaja Elena Kolomina             | 19:33.6 |       |
| 7    | 2       | 17 | BLR Bielorrússia   | Ekaterina Rudakova Olga Vasiljonok        | 19:52.3 |       |
| 8    | 2       | 13 | EST Estônia        | Triin Ojaste Kaija Udras                  | 20:02.2 |       |
| 9    | 2       | 18 | CHN China          | Man Dandan Li Hongxue                     | 20:02.7 |       |

### Final
| Pos.              | N° | País               | Atletas                                   | Tempo   | Diferença |
| ----------------- | -- | ------------------ | ----------------------------------------- | ------- | --------- |
| Medalha de ouro   | 3  | GER Alemanha       | Evi Sachenbacher-Stehle Claudia Nystad    | 18:03.7 | +0.0      |
| Medalha de prata  | 12 | SWE Suécia         | Charlotte Kalla Anna Haag                 | 18:04.3 | +0.6      |
| Medalha de bronze | 4  | RUS Rússia         | Irina Khazova Natalya Korostelyova        | 18:07.7 | +4.0      |
| 4                 | 1  | ITA Itália         | Magda Genuin Arianna Follis               | 18:14.2 | +10.5     |
| 5                 | 11 | NOR Noruega        | Astrid Jacobsen Celine Brun-Lie           | 18:32.8 | +29.1     |
| 6                 | 16 | USA Estados Unidos | Caitlin Compton Kikkan Randall            | 18:51.6 | +47.9     |
| 7                 | 14 | CAN Canadá         | Daria Gaiazova Sara Renner                | 18:51.8 | +48.1     |
| 8                 | 2  | FIN Finlândia      | Riitta-Liisa Roponen Riikka Sarasoja      | 18:56.6 | +52.9     |
| 9                 | 6  | FRA França         | Karine Laurent Philippot Laure Barthelemy | 19:04.2 | +1:00.5   |
| 99 !              | 8  | POL Polônia        | Kornelia Marek Sylwia Jaśkowiec           | DSQ     | -         |

Legenda
| Recorde mundial      | Recorde mundial (World record)               |                       | Recorde africano                      | Recorde africano (African) |                                           | Q | Classificado por posição (Qualified) |
| Recorde olímpico     | Recorde olímpico (Olympic record)            | Recorde da América    | Recorde da América (Americas)         | q                          | Classificado por melhor tempo (Qualified) |   |                                      |
| Melhor marca do ano  | Melhor marca do ano (World leading)          | Recorde asiático      | Recorde asiático (Asian)              | DNS                        | Não largou (Did not start)                |   |                                      |
| Recorde nacional     | Recorde nacional (National record)           | Recorde europeu       | Recorde europeu (European)            | DNF                        | Não terminou (Did not finish)             |   |                                      |
| Recorde pessoal      | Recorde pessoal do atleta (Personal best)    | Recorde da Oceania    | Recorde da Oceania (Oceania)          | DSQ / DQ                   | Desclassificado (Disqualified)            |   |                                      |
| Recorde da temporada | Recorde da temporada do atleta (Season best) | Recorde sul-americano | Recorde sul-americano (South America) | NM                         | Sem marca (No mark)                       |   |                                      |